# Whaleback

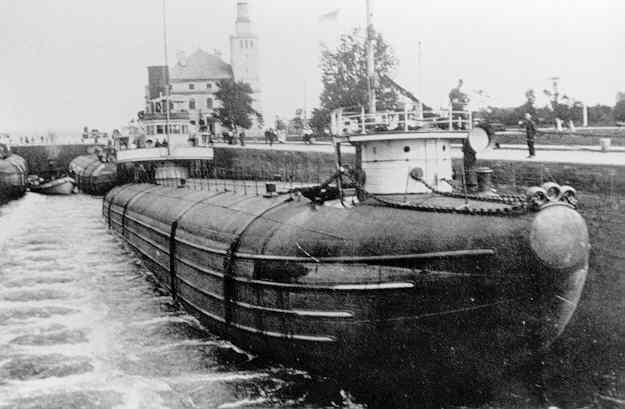
Le Thomas Wilson en 1902 à l'écluse du Sault Ste Marie

Un whaleback (« dos de baleine » en anglais) est une conception originale de navire cargo, né aux États-Unis à la fin du XIXe siècle. Bien que le terme n'aie jamais été une désignation officielle, il était d'un usage commun du fait de l'apparence de ces navires lorsqu'ils étaient chargés. 
Un total de 43 bateaux de ce type furent construits de 1887 à 1898. Tous sauf deux furent construits pour servir sur les Grands Lacs. Ainsi 6 furent construits à Duluth dans le Minnesota, 33 à Superior dans le Wisconsin, 2 à Brooklyn à New York et 1 à Everett, sur la côte Pacifique dans l'État de Washington. Un autre, mais sans l'accord du concepteur, fut construit à Sunderland en Angleterre. Nombre de ces navires, conçus pour les Grands Lacs, naviguèrent aussi sur les océans Atlantique ou Pacifique.

## Historique
Le whaleback fut conçu par Alexander McDougall (1845–1923), un capitaine écossais naviguant sur les Grands Lacs. À l'époque la taille des navires était limitée par la taille des écluses et les rivières qu'ils devaient franchir et par les matériaux et la technique d'alors pour la construction des coques, mais pas par la puissance et la capacité des moteurs à vapeur pour propulser les navires. Il était alors commun d'avoir un bateau propulseur qui poussait une ou plusieurs barges ou tiraient des consorts. Beaucoup de ces consorts étaient des goélettes reconverties. D'autres étaient des goélettes mais construites pour être des consorts et jamais prévues pour naviguer par leur propre moyen sauf en cas d'urgence. D'autres étaient des cargos mais non encore équipés de machines.
McDougall avait l'expérience de la difficulté de tirer de tels navires. La proue et les espars les rendaient sensibles aux vents, aux vagues et aux pales du navire-tracteur, ce qui faisait qu'ils ne suivaient pas bien. Son but fut donc de créer une forme de barge qui se remorquerait facilement.

## Conception
Sa forme était celle d'un cigare avec des extrémités arrondies. La proue et la poupe avaient une forme presque identique, toutes les deux en forme de cône, tronquées à leur extrémité en un petit disque. À la place de la ligne traditionnelle tranchée du plat-bord, la coque s'arrondissait pour rejoindre le pont. À la place des cabines typiques, il n'existait qu'un nombre limité de petites tourelles rondes ou de larges tuyaux qui dépassaient du pont principal. Quand ces navires étaient complètement chargés, seule la courbure haute de la coque dépassait de l'eau, donnant à ces bateaux leur apparence de « dos de baleine » (whaleback). Au lieu de venir s'écraser sur les flancs du navire, les vagues balayaient le pont, ne rencontrant que la faible résistance des tourelles. Quand elle était équipée d'écubiers et d'ancres et du guide pour le câble de remorquage, la proue ressemblait quelque peu au museau d'un cochon, d'où l'autre appellation un peu moqueuse de pig boat (bateau-cochon). En dépit des sceptiques, le concept de McDougall fut mené à terme comme prévu et, qu'ils soient remorqués ou en propulsion propre, ces navires avaient un bon comportement à la mer et étaient rapides pour leur temps.

## Galerie d'images

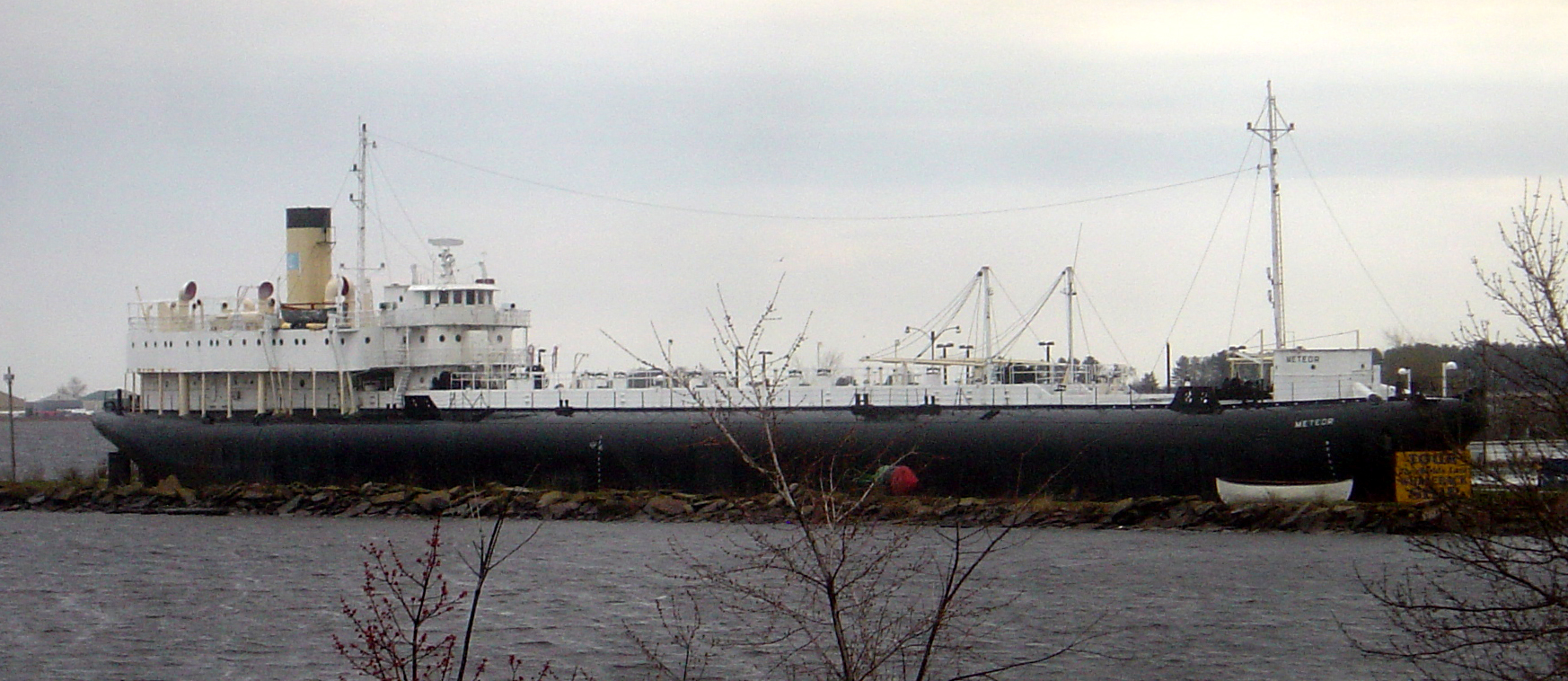
Le SS Meteor, le seul exemplaire restant de whaleback, à Superior, dans le Wisconsin.
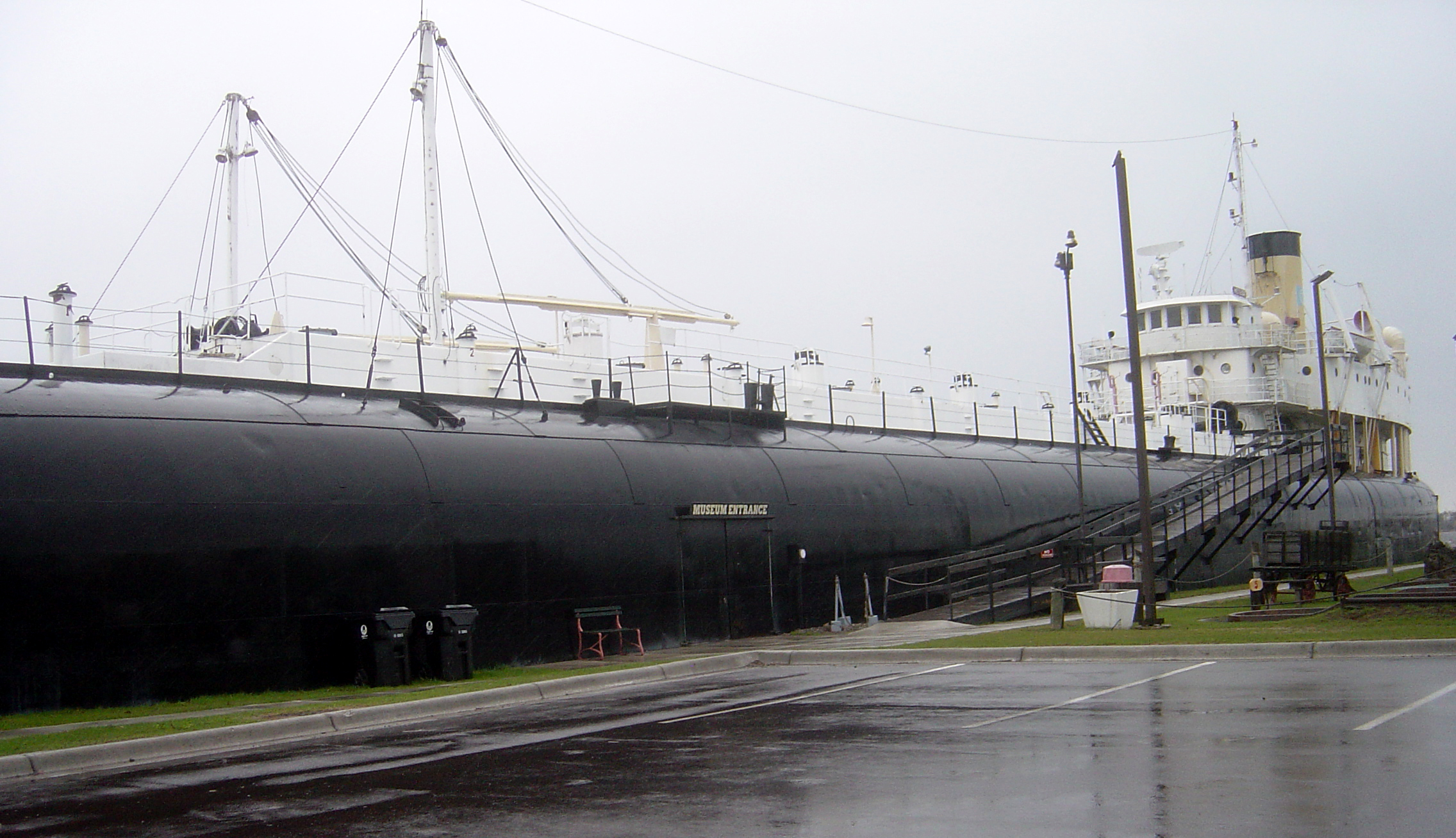
Vue rapprochée du SS Meteor.
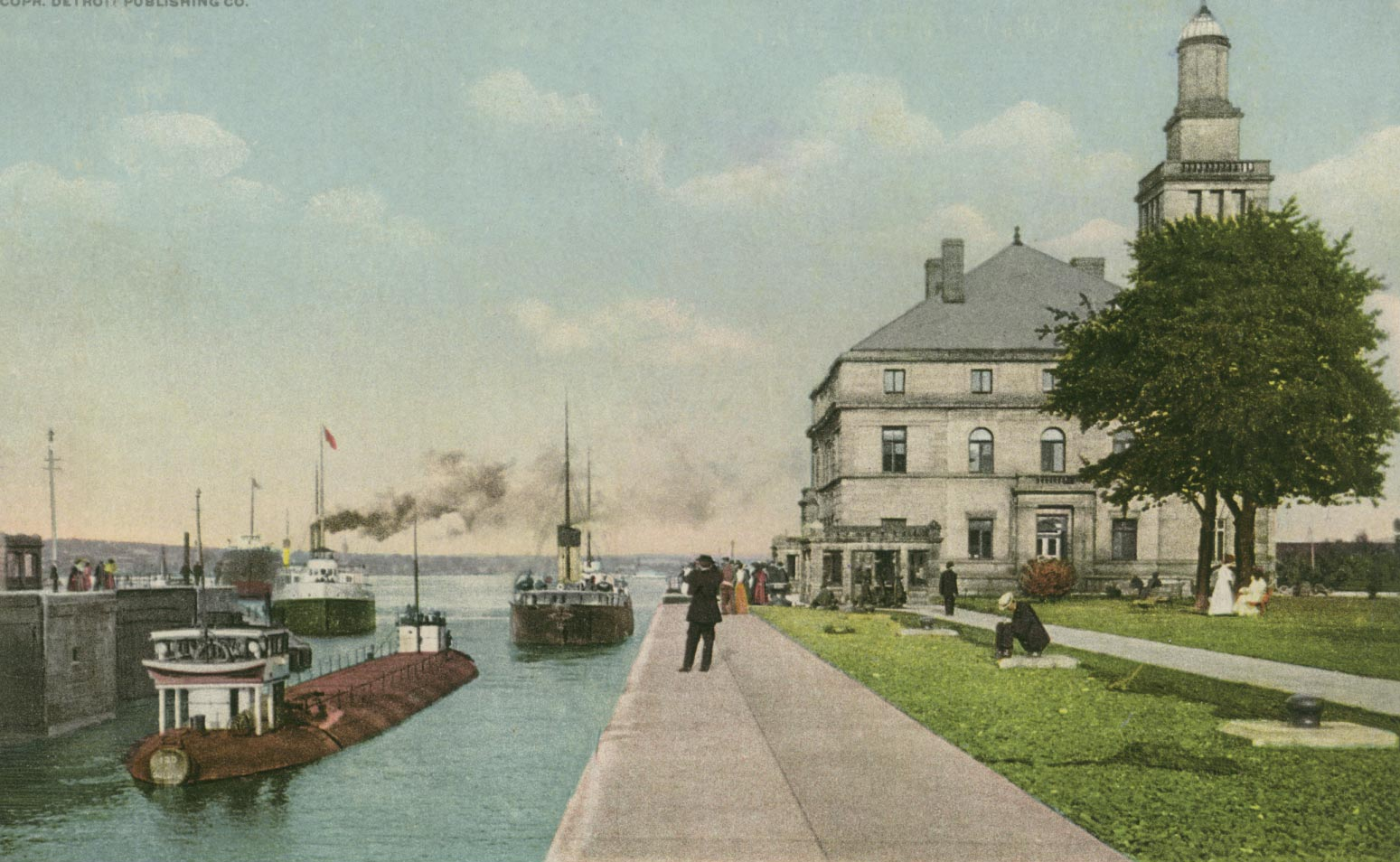
Carte postale avec un whaleback franchissant les écluses du Sault au début des années 1900